# Chamra
Chamra (hebr. חמרה) – moszaw położony w samorządzie regionu Bika’at ha-Jarden, w Dystrykcie Judei i Samarii, w Izraelu.
Leży w Dolinie Jordanu, na północ od miasta Jerycho.

## Historia
Moszaw został założony w 1972 przez żydowskich osadników.

## Gospodarka
Gospodarka moszawu opiera się na intensywnym rolnictwie i uprawach w szklarniach.

## Komunikacja
Na północ od moszawu przebiega droga ekspresowa nr 57  (Chamra-most Damia).